# Biskupi Bergamo
Biskupi Bergamo – lista biskupów diecezjalnych, koadiutorów oraz biskupów pomocniczych włoskiej diecezji Bergamo.

## Biskupi diecezjalni
- Narnus z Bergamo (IV w.)
- Wiator z Bergamo (343–344)
- Dominatore (379)
- Stefano (379–397)
- Claudiano (brak danych)
- Simpliciano (brak danych)
- Bebiano (brak danych)
- Quinziano (brak danych)
- Prestanzio (451)
- Lorenzo (501)
- Jan z Bergamo (670–680)
- Antonino (700–722)
- Antonio (727–756)
- Agino (764)
- Tachimpaldo (797–814)
- Grasemondo (828–830)
- Aganone (840–863)
- Garibaldo (867–888)
- Adalberto (894–929)
- Recone (938–953)
- Olderico (954–968)
- Ambrogio [I] (971–975)
- Giselberto (975–982)
- Azone (987–996)
- Reginfredo (996–1012)
- Alcherio (1013–1022)
- Ambrogio [II] (1023–1057)
- Attone (1058–1075)
- Arnolfo (1077–1106)
- Ambrogio [III] (1111–1133)
- Gregorio (1133–1146)
- Gerardo (1146–1167)
- Guala (1168–1186)
- Lanfranco OSB (1187–1211)
- Giovanni Tornielli (1211–1240)
- Enrico di Sesso (1240–1242)
  - Alberto da Terzo (1242–1250)[a]
- Algisio da Rosciate OP (1251–1259)
- Erbordo OP (1260–1272)
- Guiscardo de Suardi (1272–1281)
- Roberto de Bonghi (1281–1292)
- Giovanni da Scanzo (1295–1309)
- Cipriano degli Alessandri (1310–1338)
- Nicolò Canali (1342)
- Bernardo Tricardo OCist (1342–1349)
- Lanfranco de Saliverti OFM (1349–1381)
- Branchino Besozzi (1381–1399)
- Ludovico Bonito (1399–1400)
- Francesco Lando OFM (1401–1402)
- Francesco Aregazzi OFM (1403–1437)
- Polidoro Foscari (1437–1448)
- Giovanni Barozio (1449–1464)
- Ludovico Donato (1464–1484)
- Lorenzo Gabrieli (1484–1512)
- Nicolò Lippomani (1512–1517)
- Pietro Lippomani (1516–1544)
- Vittore Soranzo (1547–1558)
- Luigi Lippomani (1558–1559)[b]
- Federico Cornato (1561–1577)
- Girolamo Ragazzoni (1577–1592)
- Giambattista Milani CRT (1592–1611)
- Giovanni Emo (1611–1622)
- Federico Cornaro (1623–1627)
- Agostino Priuli (1627–1632)
- Luigi Grimani (1633–1656)
- Grzegorz Barbarigo (1657–1664)
- Daniele Giustiniani (1664–1697)
- Luigi Ruzini (1698–1708)
- Pietro Priuli (1708–1728)
- Leandro di Porzia OSB (1728–1730)
- Antonio Redetti (1731–1773)
- Marco Molino OSB (1773–1777)
- Gian Paolo Dolfin CRL (1778–1819)
- Pietro Mola (1821–1829)
- Carlo Gritti Morlacchi (1831–1852)
- Pietro Luigi Speranza (1854–1879)
- Gaetano Camillo Guindani (1879–1904)
- Giacomo Maria Radini-Tedeschi (1905–1914)
- Luigi Maria Marelli (1915–1936)
- Adriano Bernareggi (1936–1953)[c]
- Giuseppe Piazzi (1953–1963)
- Clemente Gaddi (1963–1977)
- Giulio Oggioni (1977–1991)
- Roberto Amadei (1991–2009)
- Francesco Beschi (od 2009)

## Biskupi pomocniczy
- Silvestro de Benedictis OSB (mianowany 1495)
- Antonio Maria Ambiveri (1775–1782)
- Alessandro Valsecchi (1869–1871; koadiutor 1871–1879)
- Angelo Paravisi (1988–1996)
- Lino Belotti (1999–2009)